# دعيج بن سلمان آل خليفة
دعيج بن سلمان بن دعيج بن حمد آل خليفة (ولد في 22 يوليو 1969 في المنامة، البحرين) سياسي ورجل أعمال بحريني. يتولى حاليا رئاسة مجلس إدارة شركة ألومنيوم البحرين (ألبا) منذ 2014.

## النشأة والتعليم
ولد آل خليفة في العاصمة البحرينية المنامة في 22 يوليو 1969.
حصل على بكالوريوس في التجارة الدولية من الجامعة الأميركية بواشنطن بالولايات المتحدة في عام 1991. ثم حصل على شهادة في القيادة الإدارية من جامعة فرجينيا (كلية داردن لإدارة الأعمال) بالولايات المتحدة في عام 1999.

## المسيرة المهنية
عمل مسئول العلاقات التجارية الدولية في وزارة التجارة من 1992 إلى 1996. ثم ترقى إلى رئيس التجارة الخارجية من 1996 إلى 1997. ثم ترقى إلى الوكيل المساعد للتجارة الخارجية من 1997 إلى 2006. ثم عمل رئيس الجمارك والموانئ والمناطق الحرة في وزارة المالية من مارس 2006 لغاية الآن.
شغل أيضاً عدة مناصب هي:
- رئيس مجلس إدارة المؤسسة العامّة للموانئ البحرية.
- رئيس مجلس إدارة الشركة العربية لبناء وإصلاح السفن (أسري).[4][5]
- عضو مجلس إدارة شركة الملاحة العربية المتحدة.
- عضو مجلس إدارة هيئة البحرين للمعارض والمؤتمرات.
- رئيس مجلس إدارة مكتب براءات الاختراع لدول مجلس التعاون لدول الخليج العربية.
- نائب رئيس مجلس البحرين للترويج والتسويق.
- عضو مجلس إدارة مجلس المناقصات بمملكة البحرين.
- عضو مجلس إدارة شركة ألمنيوم البحرين (ألبا).
- عضو مجلس إدارة المؤسسة العامّة لجسر الملك فهد.

في عام 2014 تم تعيين آل خليفة رئيسا لمجلس إدارة شركة ألمنيوم البحرين (ألبا). في عام 2017 حققت الشركة جائزة اتفاقية العام 2017 المالية لوكالة الصادرات الائتمانية في الشرق الأوسط خلال مؤتمر تي إكس إف (TXF) براغ بالتشيك. أبرز الإنجازات في عهده هو افتتاح خط الصهر السادس ورفع صادرات الشركة إلى الولايات المتحدة لنحو 220 ألف طن مقارنة مع 120 ألف طن سابقا أي ما نسبته 45.4% كما حققت الشركة وفورات بلغت حوالي 370 مليون دولار أي ما نسبته 16% من إجمالي الميزانية المخصصة للمشروع وأن مساهمة قطاع الألمنيوم في الناتج المحلي الإجمالي للبحرين تبلغ حاليا 12% وسترتفع النسبة إلى 15% مع تدشين خط الصهر السادس الذي سيضيف حوالي 540,000 طن متري لإجمالي الطاقة الإنتاجية للشركة ما يعد إنجازاً كبيرا للشركة وأيضا فإن مصنع "SPL" لمعالجة المخلفات الصناعية وهو الأول من نوعه في الشرق الأوسط ينتج ما بين 30 إلى 35 ألف طن ويعالج تكدس النفايات في منطقة حفيرة كما تم إكمال أكثر من 13 مليون ساعة عمل دون أي إصابات مضيعة للوقت وأيضا انضمت الشركة عضوية مبادرة استدامة الألمنيوم وهي من أهم مبادرات الاستدامة على مستوى صناعة الألمنيوم العالمية.

## التكريم والجوائز
في 29 سبتمبر 2010 تسلم جائزة قائمة لويدز العالمية 2010 لفوز الشركة العربية لبناء وإصلاح السفن (أسري) بجائزة أفضل شركة موانئ وشحن بحري في مجال المسئولية الاجتماعية وذلك لكونه يشغل منصب رئيس مجلس إدارة الشركة العربية لبناء وإصلاح السفن (أسري).